# Jungiella hassiaca
Jungiella hassiaca är en tvåvingeart som beskrevs av Wagner 1993. Jungiella hassiaca ingår i släktet Jungiella och familjen fjärilsmyggor.
Artens utbredningsområde är Tyskland. Inga underarter finns listade i Catalogue of Life.